# Promachus nigribarbatus
Promachus nigribarbatus är en tvåvingeart som först beskrevs av Becker 1925.  Promachus nigribarbatus ingår i släktet Promachus och familjen rovflugor.
Artens utbredningsområde är Taiwan. Inga underarter finns listade i Catalogue of Life.